# Cantons de Metz
Les cantons de Metz sont des divisions administratives de la ville de Metz, chef-lieu du département de la Moselle, située dans le nord-est de la France, en région Grand Est. 
Depuis la réorganisation des cantons français, entrée en vigueur en mars 2015, la ville de Metz est subdivisée en trois cantons. Leur siège est à Metz.

## Répartition
| Nom              | Nombre d'habitants (2014) | Code cantonal |
| ---------------- | ------------------------- | ------------- |
| Canton de Metz-1 | 37 763                    | 57 11         |
| Canton de Metz-2 | 41 120                    | 57 12         |
| Canton de Metz-3 | 38 736                    | 57 13         |

### Anciens cantons
- Canton de Metz-Ville-1
- Canton de Metz-Ville-2
- Canton de Metz-Ville-3
- Canton de Metz-Ville-4